# Рассел, Джек (пастор)
Джон (Джек) Рассел (англ. John "Jack" Russell; 21 декабря 1795, Дартмут, Девон — 28 апреля 1883, Суимбридж), известный также под прозвищем Sporting Parson — викарий Суимбриджа и ректор общины в Блэк-Торрингтоне в графстве Девон, был увлеченным охотником на лис и собаководом, который вывел породу собак Джек-рассел-терьер, являющуюся разновидностью породы фокстерьер.

## Биография
Джон (Джек) Рассел был старшим сыном Джона Рассела и Норы Джуэлл. Он жил в имении Сэндхилл-хаус.
Получил образование в гимназии Плимптона, школе Бланделла, Тивертоне и Эксетерском колледже в Оксфорде.
Легенда гласит, что именно в Эксетер-колледже он заметил маленького белого терьера с тёмно-коричневыми пятнами на глазах, ушах и кончике хвоста, который принадлежал местному молочнику в соседней маленькой деревушке Элсфилд или Марстон). Рассел тут же купил собаку, дал ей имя «Trump» («козырь»), и из этого щенка вывел породу собак для охоты на лис, которая стала известной как джек-рассел-терьер. Выведенные собаки имели короткие и сильные лапы для того, чтобы выкапывать лис, которые уходили в подземные норы, спасаясь от преследующих из гончих псов.
Рассел был основателем Клуба собаководов. Он помог написать стандарт породы гладкошёрстного фокстерьера и стал уважаемым судьёй на собачьих выставках. Своих собственных фокстерьеров он не демонстрировал на выставках собак, говоря, что между его собаками и собаками выставочными такое же различие, как между дикими и садовыми цветами.

## Клерикальная карьера
Рассел был назначен викарием Суимбриджа в Северном Девоне, где местный паб был переименован в «Jack Russell Inn», каковое название он сохранил до сегодняшнего дня. Он также был ректором общины Блэк Торрингтон в Девоне.

## Брак
В 1836 году в Суимбридже он женился на Пенелопе Инкледон-Бери, третьей дочери и сонаследнице вице-адмирала Королевского флота Ричарда Инкледона-Бери (1757—1825), хозяина поместья Chulmleigh в Девоне. Как говорят, Рассел тратил много средств на свои спортивные и охотничьи развлечения, из-за чего растратил имущество жены и оставил владение Коллетона в плохом состоянии.

## Смерть и погребение
Рассел умер 28 апреля 1883 года и был похоронен на кладбище церкви Св. Иакова в Суимбридже, где он был викарием.